# جاك ألين
جاك ألين (بالإنجليزية: Jack Allen)‏ (31 يناير 1903 نيوكاسل أبون تاين المملكة المتحدة - 1 يناير 1957) هو لاعب كرة قدم بريطاني سابق كان يلعب كمهاجم.

## روابط خارجية
- جاك ألين على موقع قاعدة بيانات كرة القدم.إي يو (الإنجليزية)
- جاك ألين على موقع عالم كرة القدم.نت (الإنجليزية)